# Naszály
Naszály es un pueblo húngaro perteneciente al distrito de Tata, condado de Komárom-Esztergom.

## Superficie
Cuenta con una superficie de 30,22 km².

## Demografía
Hasta 2024 la población era de 2352	habitantes, con una densidad de población de 77,82 hab/km².
| Gráfica de evolución demográfica de Naszály entre 2020 y 2024 |
|                                                               |
| Datos según la Oficina Central de Estadística de Hungría.     |